# May Britt Vihovde
May Britt Vihovde (Sveio, Noruega, 15 de septiembre de 1958) es una política noruega por el Partido Liberal.
Fue elegida para el Parlamento Noruego de Oslo en 1997, pero no fue reelegida en 2001. Ella sirvió en el cargo de representante adjunta durante los años 1993-1997, 2001-2005 y 2005-2009, pero durante todo el segundo término como diputada se sentó como una representante titular, en sustitución de Lars Sponheim, que fue nombrado para el segundo gabinete Bondevik.
Vihovde fue miembro del comité ejecutivo del consejo del municipio de Sveio en los períodos 1987-1991 y 1995-1997.